# Diego López de Arenas

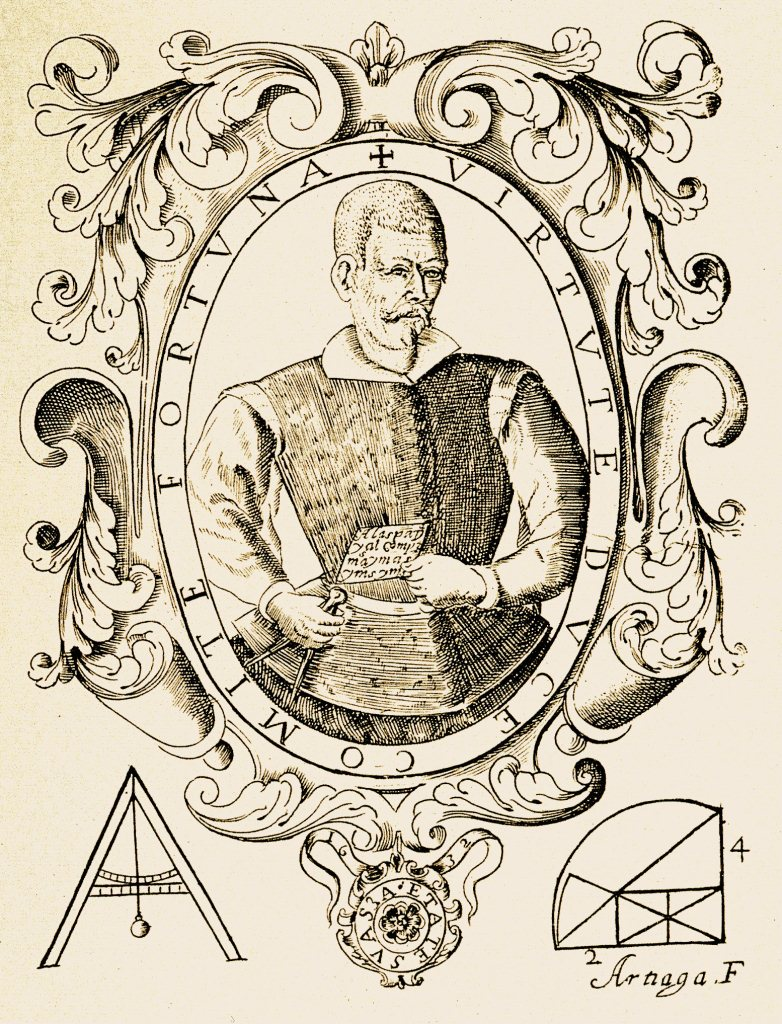
Bartolomé de Arteaga, Retrato de Diego López de Arenas al frente de su Breve compendio de la carpintería de los blanco, Sevilla, Luis Estupiñán, 1633.

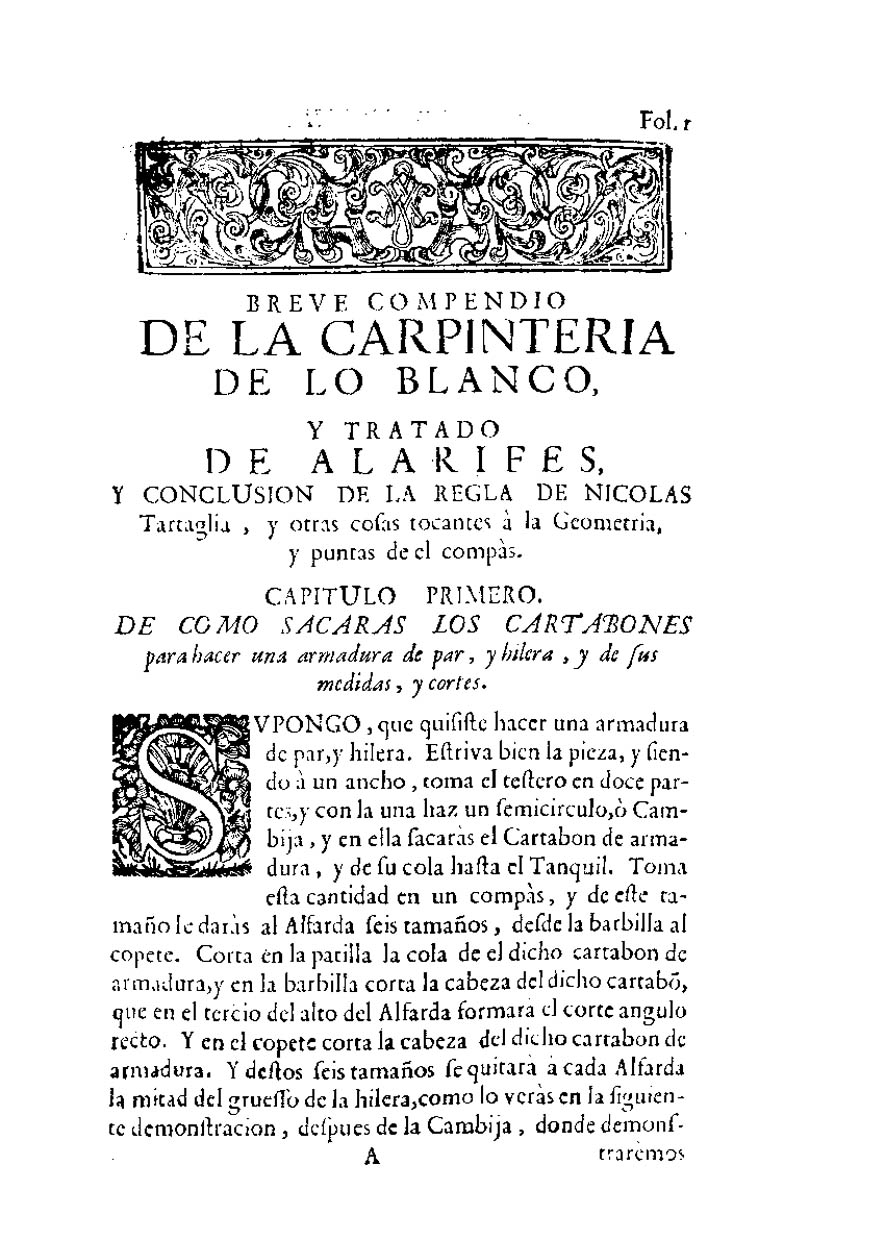
Breve compendio de la carpintería de lo blanco y tratado de alarifes, 1727

Diego López de Arenas (Marchena, España, 1579 – ?), fue un tratadista y alarife, especializado en la carpintería de lo blanco. Alcalde alarife de Sevilla, es conocido por su Breve tratado de la carpintería de lo blanco y tratado de alarifes. 

## Biografía
Nació en 1579 en Marchena, donde pudo dar servicio a la casa de Arcos y poner en práctica su oficio hasta instalar su taller propio en Sevilla.
En 1619 comenzó la redacción de un libro que debido a diferentes obras y trabajos fue modificando progresivamente hasta que en 1633 se publicó con el título de Breve compendio de la carpintería de lo blanco y tratado de alarifes: Con la conclusión de la regla de Nicolás Tartaglia y otras cosas tocantes a la geometría y puntas del compás, editado en Sevilla por Luis Estupiñán.
Ostentó el título de alcalde alarife de Sevilla en 1622 y fue reelegido tres veces más en 1630, 1632 y 1636.
Da nombre en Marchena al IES López de Arenas.